# ライプツィヒ・バッハ資料財団
ライプツィヒ・バッハ資料財団（ライプツィヒ・バッハしりょうざいだん、ドイツ語: Bach-Archiv Leipzig）は、音楽家ヨハン・ゼバスティアン・バッハに関する研究機関であり、文書館、バッハ博物館、ライプツィヒ・バッハ音楽祭、ヨハン・ゼバスティアン・バッハ国際コンクールを運営している。
バッハ没後200年の1950年に設立され、現在ライプツィヒ大学の附属機関となっている。バッハがカントル (教会音楽家)を務めた聖トーマス教会の隣に位置する。